# Marjan Pentenga
Marjan Pentega (Groningen, 16 maart 1964) is een voormalige Nederlandse roeister. Ze vertegenwoordigde Nederland bij verschillende grote internationale wedstrijden. Tweemaal nam ze deel aan de Olympische Spelen, maar won hierbij geen medailles.
Haar beste prestatie van haar sportieve loopbaan behaalde ze in 1986 met het winnen van een bronzen plak op het WK roeien in Nottingham. In 1988 maakte ze haar olympische debuut bij de Olympische Spelen van Seoel op het roeionderdeel dubbel-vier. Hierbij drong ze door tot de finale, waar ze met een tijd van 6.38,70 genoegen moest nemen met een zevende plaats. Vier jaar later op de Olympische Spelen van Barcelona wist ze deze prestatie te verbeteren tot een vierde plek.
In haar actieve tijd was ze aangesloten bij de roeivereniging KGR De Hunze uit Groningen. Ze was chemisch analiste. Momenteel werkt ze in het biotechnisch laboratorium van de Universiteit van Groningen.

## Palmares

### roeien (skiff)
- 1991: 6e Wereldbeker II in Piediluco - 8.57,60

### roeien (dubbel-twee)
- 1990: 8e WK - 8.58,80

### roeien (dubbel-vier)
- 1980: 6e WK junioren in Hazewinkel - 3.31,11
- 1982:  WK junioren in Piediluco - 3.27,40
- 1985: 6e WK in Hazewinkel - 6.40,12
- 1986:  WK in Nottingham - 6.24,85
- 1987: 6e DNF WK
- 1988: 7e OS in Seoel - 6.38,70
- 1991: 4e WK in Wenen - 7.06,67
- 1992: 4e OS in Barcelona - 6.32,40
- 1993: 6e WK in Račice - 6.42,22

Jos Compaan · 
Marjan Pentenga · 
Nicolette Wessel · 
Marijke Zeekant
Laurien Vermulst · 
Marjan Pentenga · 
Anita Meiland · 
Harriet van Ettekoven